# 9017 Babadzhanyan
9017 Babadzhanyan è un asteroide della fascia principale. Scoperto nel 1986, presenta un'orbita caratterizzata da un semiasse maggiore pari a 2,5742248 UA e da un'eccentricità di 0,2302243, inclinata di 5,80841° rispetto all'eclittica.